# Westkap
Westkap (afrikaans Wes-Kaap, englisch Western Cape, isiXhosa Ntshona-Koloni) ist eine südafrikanische Provinz im Südwesten der Republik. Sie grenzt sowohl an den Atlantik als auch an den Indischen Ozean. Die Provinz wurde im Jahr 1994 aus Teilen der ehemaligen Kapprovinz gebildet und ist in sechs Distrikte mit 24 Gemeinden aufgeteilt. Die Hauptstadt von Westkap ist Kapstadt. Zur Provinz gehören auch die Prinz-Edward-Inseln.
Mit einem Indexwert von 0,733 im Jahr 2015 hat das Westkap den höchsten Index der menschlichen Entwicklung unter allen Provinzen des Landes.

## Geographie

Westkap mit Prinz-Edward-Inseln

Die Provinz ist 129.462 km² groß und macht damit etwas über ein Zehntel der Größe Südafrikas aus. Sie erstreckt sich vom Kap der Guten Hoffnung aus ungefähr 400 km in nördlicher und ungefähr 500 km in östlicher Richtung entlang der Küsten des Atlantischen wie des Indischen Ozeans. Im Norden grenzt Westkap an die Provinz Nordkap, im Osten an die Provinz Ostkap.
Sowohl topographisch als auch klimatisch ist Westkap sehr vielfältig. Der größte Teil der Provinz zeichnet sich durch warmgemäßigtes Klima mit kühlen, feuchten Wintern und heißen, trockenen Sommern aus, vergleichbar mit dem Klima am Mittelmeer.
Der kalte Benguelastrom wirkt kühlend auf das Klima am Kap der Guten Hoffnung, sodass sich das Westkap trotz seiner nördlichen Lage zum Weinbau eignet.

## Distrikte mit den Gemeinden

Westkap mit seinen Distrikten (2016)

Die Provinz gliedert sich in folgende fünf Distrikte mit 24 Lokalgemeinden und eine Metropolgemeinde:
|    | Distrikt / Metropolgemeinde | Gemeinden                                                             |
| -- | --------------------------- | --------------------------------------------------------------------- |
| 1. | Cape Winelands              | Breede Valley, Drakenstein, Langeberg, Stellenbosch und Witzenberg    |
| 2. | Central Karoo               | Beaufort West, Laingsburg und Prince Albert                           |
| 3. | Garden Route                | Bitou, George, Hessequa, Kannaland, Knysna, Mossel Bay und Oudtshoorn |
| 4. | Overberg                    | Cape Agulhas, Overstrand, Swellendam und Theewaterskloof              |
| 5. | West Coast                  | Bergrivier, Cederberg, Matzikama, Saldanha Bay und Swartland          |
| 6. | City of Cape Town           | Metropolgemeinde                                                      |

## Demografie

### Überblick

Bevölkerungsdichte in der Provinz Westkap (2011):
<1/km²
1–3/km²
3–10/km²
10–30/km²
30–100/km²
100–300/km²
300–1000/km²
1000–3000/km²
>3000/km²

Verteilung der Sprachen im Westkap (Zensus 2001):
Afrikaans
Englisch
isiXhosa
keine dominierende Sprache

Nach der Volkszählung im Jahr 2011 lebten 5.822.734 Personen in der Provinz Westkap. Nach der Volkszählung im Jahr 2001 waren es erst 4.524.336 Personen. Die Bevölkerungsdichte betrug 2001 34,97 Einwohner/km² mit allerdings sehr unterschiedlicher Siedlungsdichte. Die dominierende Sprache der Provinz im Jahr 2011 war Afrikaans (49,7 %), gefolgt von Xhosa (24,72 %), Englisch (20,25 %, vor allem in der Umgebung von Kapstadt) und anderen (<2 %).
2011 bezeichneten sich 48,8 % (2001: 53,9 %) der Einwohner Westkaps als Farbige (Coloured), 32,8 % (2001: 26,7 %) als Schwarze (African), 15,7 % (2001: 18,4 %) als Weiße und 1,0 % (2001: 2,0 %) als Inder oder Asiaten.

### Einwohnerentwicklung
Die folgende Übersicht zeigt die Einwohnerzahlen nach dem jeweiligen Gebietsstand seit der Volkszählung 1996.
| Jahr          | Einwohnerzahl |
| ------------- | ------------- |
| 1996 (Zensus) | 3.956.875     |
| 2001 (Zensus) | 4.524.335     |
| 2011 (Zensus) | 5.822.734     |
| 2017          | 6.510.312     |
| Juni 2021     | 7.113.776     |
| 2022 (Zensus) | 7.433.020     |

## Politik

Sitzverteilung im Provinzparlament des Westkaps:
EFF: 2
ALJAMA: 1
ANC: 8
Good: 1
NCC: 1
DA: 24
ACDP: 1
VF+: 1
PA: 3

Bei den Wahlen in Südafrika 2024 zum Western Cape Provincial Parliament blieb die DA in der Provinz Westkap die stärkste Partei. Westkap ist seit 2009 die einzige südafrikanische Provinz, die politisch nicht vom ANC dominiert wird. Die Mandate verteilen sich wie folgt:
| Partei                                    | Sitze | +/− |
| ----------------------------------------- | ----- | --- |
| Democratic Alliance (DA)                  | 24    | ±0  |
| African National Congress (ANC)           | 8     | −4  |
| Patriotic Alliance (PA)                   | 3     | +3  |
| Economic Freedom Fighters (EFF)           | 2     | ±0  |
| National Coloured Congress (NCC)          | 1     | +1  |
| Vryheidsfront Plus (VF+)                  | 1     | ±0  |
| Al Jama-ah                                | 1     | ±0  |
| African Christian Democratic Party (ACDP) | 1     | ±0  |
| Good                                      | 1     | ±0  |
| Summe                                     | 42    |     |

## Bildung und Kultur
Die Provinz weist vier Universitäten auf: die Universität Stellenbosch, die Universität Kapstadt, die Universität des Westkaps in Bellville und die Cape Peninsula University of Technology in Kapstadt. Sie verfügt auch über das einzige Opernhaus Südafrikas mit ganzjährigem Betrieb, die Cape Town Opera.

## Naturschutz

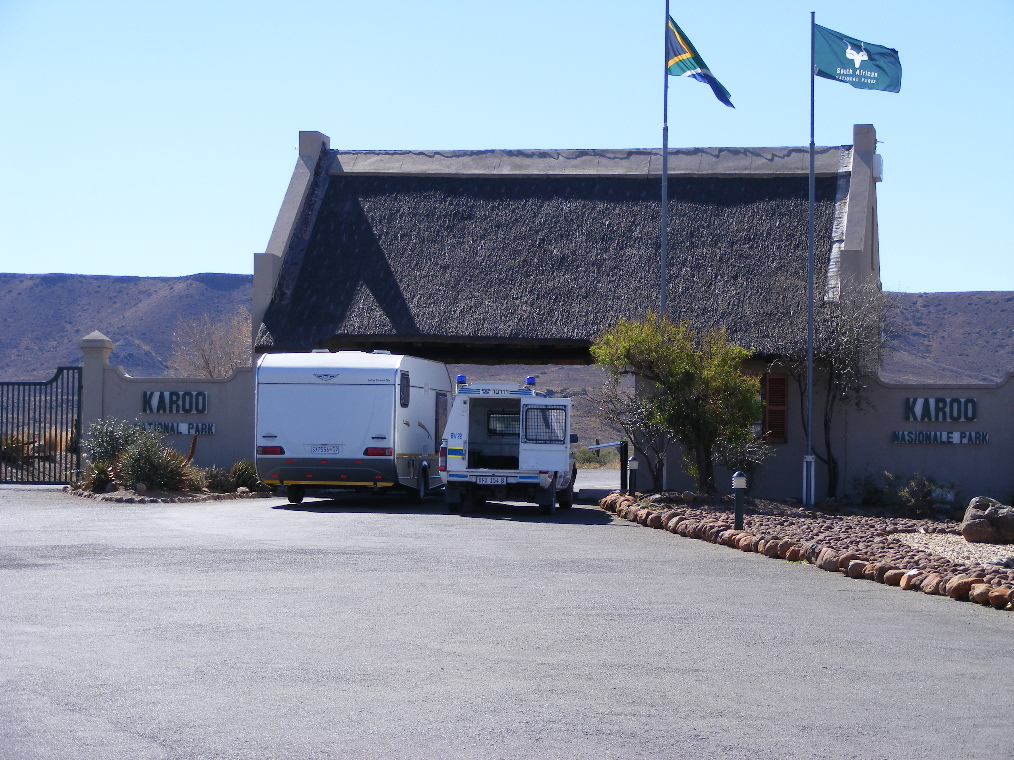
Eingang zum Karoo-Nationalpark bei Beaufort West

### Nationalparks
- Agulhas-Nationalpark
- Bontebok-Nationalpark
- Garden-Route-Nationalpark
- Karoo-Nationalpark
- Tafelberg-Nationalpark
- West-Coast-Nationalpark

### Naturschutzgebiete
- Anysberg Nature Reserve
- Assegaaibosch Nature Reserve
- Bird Island Nature Reserve
- Boosmansbos Wilderness Area
- Boschenbach Nature Reserve
- Buffelsfontein Game Nature Reserve
- Caledon Wild Flower Reserve
- Cape Columbine Nature Reserve
- Cape Flats Nature Reserve
- Cape of Good Hope Nature Reserve
- Cederberg Wilderness Area
- Cogman’s Kloof Mountain Reserve
- Contreberg Wild Flower Reserve
- Darling Renosterveld Reserve
- Dassieshoek
- De Hoop Nature Reserve
- De Mond Nature Reserve
- De Vasselot Nature Reserve
- Durbanville Nature Reserve
- Featherbed Eco-Reserve
- Gamaskloof
- Gamkaberg Nature Reserve
- Garcia Nature Reserve
- Goukamma Nature Reserve
- Greyton Nature Reserve
- Groot Winterhoek Wilderness Area
- Grootvadersbosch Nature Reserve
- Heuningberg Nature Reserve
- Hoedjieskop Nature Reserve
- Hottentots Holland Nature Reserve
- Jonkershoek & Assegaaibosch Nature Reserve
- Kammanassie Nature Reserve
- Keurbooms River Nature Reserve
- Kleinmond Nature Reserve
- Koeberg Nature Reserve
- Kogelberg Nature Reserve
- Limietberg Nature Reserve
- Marloth Nature Reserve
- Matjiesrivier Nature Reserve
- Matroosberg Nature Reserve
- Montagu Mountain Reserve
- MontEco Nature Reserve
- Mount Rochelle Nature Reserve
- Neulfonteinkop Nature Reserve
- Outeniqua Nature Reserve
- Paarl Mountain Nature Reserve
- Pledge Nature Reserve
- Reins Nature Reserve
- Rietvlei Nature Reserve
- Riverlands Nature Reserve
- Robberg Nature Reserve
- Rocherpan Nature Reserve
- Rondevlei Nature Reserve
- Saldanha Nature Reserve
- Salmonsdam Nature Reserve
- Schaapeiland Nature Reserve
- Silvermine Nature Reserve
- Swartberg Nature Reserve
- Tienie Versfeld Reserve
- Towerkop Nature Reserve
- Tygerberg Nature Reserve
- Vrolijkheid Nature Reserve
- Walker Bay Nature Reserve
- Warmwaterberg Nature Reserve
- Waylands Wild Flower Reserve
- Zuurbrak Nature Reserve

## Sonstiges
Kfz-Kennzeichen aus der Provinz Westkap tragen das Kürzel WP (Western Cape Province)